# Heads of State
Pour plus de détails, voir Fiche technique et Distribution.
Heads of State est un film américain réalisé par Ilia Naïchouller et sorti en 2025. Il met en vedette John Cena, Idris Elba, Priyanka Chopra Jonas, Jack Quaid, Paddy Considine, Stephen Root et Carla Gugino.

## Synopsis
Une opération conjointe de la CIA et du MI6 — menée par l'agente britannique Noel Bisset et visant à capturer le trafiquant d'armes Viktor Gradov en Espagne — tourne au désastre : l'équipe est exterminée dans une embuscade et les complices de Gradov parviennent à télécharger les bases de données confidentielles du renseignement occidental ; seule Noel parvient à s'en sortir vivante.
À Londres, l'actualité est marquée par la visite du président des États-Unis Will Derringer pour rencontrer le Premier ministre du Royaume-Uni Sam Clarke avant de rejoindre un sommet de l'OTAN en Italie. Les deux hommes doivent collaborer alors que tout les oppose : Derringer est un acteur d'Hollywood élu sans expérience politique qui trouve Clarke snobinard ; tandis que Clarke est un politicien chevronné qui voit Derringer comme un dilettante prompt à l'improvisation. Cette rivalité finit par rejaillir dans l'espace public et donne une image déplorable des deux hommes.
Pour tenter de limiter les dégâts, les conseillers des deux chefs d'état leur proposent de voyager ensemble sur Air Force One pour rejoindre le sommet de l'OTAN après une brève escale en Pologne. Mais Gradov s'est servi des renseignements confidentiels obtenus en Espagne pour infiltrer un tueur dans l'avion présidentiel et lance dans le même temps une attaque de drones pour abattre l'appareil, qui s'écrase en Biélorussie. Derringer et Clarke sont les seuls à en réchapper. Poursuivis par les tueurs du trafiquant, et avec l'aide inespérée de Noel, ils doivent mettre de côté leurs différends et s'entraider pour survivre et stopper Gradov à tout prix.

## Fiche technique
Sauf indication contraire, les informations mentionnées dans cette section peuvent être confirmées par les bases de données cinématographiques IMDb et Allociné,  présentes dans la section « Liens externes ».
- Titre original : Heads of State
- Réalisation : Ilia Naïchouller
- Scénario : Josh Appelbaum, André Nemec et Harrison Query, d'après une histoire de Harrison Query
- Musique : Steven Price
- Décors : Niall Moroney
- Costumes : Jany Temime
- Photographie : Ben Davis
- Montage : Tom Harrison-Read
- Production : John Rickard, Peter Safran

Producteurs délégués : Josh Appelbaum, John Cena, Idris Elba, André Nemec et Marcus Viscidi
- Sociétés de production : The Safran Company et Big Indie Pictures
- Société de distribution : Amazon MGM Studios
- Budget : N/A
- Pays de production :  États-Unis
- Langue originale : anglais
- Format : couleur
- Genre : comédie, action
- Durée : 113 minutes
- Date de sortie[1] : 2 juillet 2025 (sur Prime Video)
- Classification[2] :
  - États-Unis : PG-13

## Distribution
- John Cena (VF : Raphaël Cohen) : Will Derringer, président des États-Unis
- Idris Elba (VF : Daniel Njo Lobé) : Sam Clarke, Premier ministre du Royaume-Uni
- Priyanka Chopra Jonas (VF : Déborah Claude) : agente Noel Bisset du MI6
- Jack Quaid (VF : Gwendal Anglade) : agent Marty Comer, chef de station de la CIA à Varsovie
- Paddy Considine (VF : Yann Guillemot) : Viktor Gradov, trafiquant d'armes
- Stephen Root (VF : Gabriel Le Doze) : Arthur Hammond, Hacker et homme de main de Gradov
- Carla Gugino (VF : Juliette Degenne) : Elizabeth Kirk, Vice-présidente des États-Unis
- Sarah Niles (VF : Corinne Wellong) : Simone Bradshaw, Cheffe de cabinet de la Maison-Blanche
- Richard Coyle (VF : Bruno Magne) : Quincy Harrington, Chef de cabinet du Premier ministre britannique
- Clare Foster (en) : Cat Derringer, Première dame des États-Unis
- Katrina Durden : Olga, tueuse de Gradov
- Aleksandr Kuznetsov : Sasha, tueur de Gradov
- Sharlto Copley (VF : Yannick Lassère) : agent Coop, membre de l'équipe de Bisset
- Steven Cree (VF : Matthieu Albertini) : agent Crasson, membre de l'équipe de Bisset
- Adrian Lukis (VF : Patrice Dozier) : Jack Gordon

Source VF[réf. nécessaire]

## Production
En octobre 2020, Amazon Studios annonce l'acquisition du projet, avec Idris Elba et John Cena en têtes d'affiche. En octobre 2022, Ilia Naïchouller est engagé comme réalisateur. En avril 2023, Priyanka Chopra Jonas rejoint la distribution. En mai 2023, Paddy Considine, Stephen Root, Carla Gugino, Jack Quaid, Sarah Niles et Richard Coyle sont également annoncés au casting.
Le tournage débute à Londres en mai 2023,. Il se poursuit à Liverpool, dans le St George's Hall, en juin 2023. En juillet et août, des scènes de poursuite sont tournées à Trieste en Italie. En mai 2024, des scènes supplémentaires sont filmées à Belgrade en Serbie,.

## Sortie et accueil
Heads of State est disponible dès le 2 juillet 2025 sur Prime Video.